# Pélardon
El pélardon (pelardon en occità), també anomenat antigament paraldon, pélardou i fins i tot péraudou, és un formatge de pasta tova amb pell florida occità d'un pes mitjà de 60 grams. S'elabora a la regió del Llenguadoc-Rosselló. Es tracta d'un formatge tradicional protegit per una AOC des de l'agost de 2000.

## Història
El segle I Plini el Vell deia en la seva Història natural que el "formatge més estimat a Roma era aquell que provenia de Nemausus, de la Losera i del Gavaldà. No sabem si el naturalista parla del pélardon, però és una cita prou interessant. També el roquefort i el laguiole pretenen ser els protagonistes d'aquesta frase de Plini. Ara bé, el més probable és que Plini es refereixi a algun tipus de tomme de llet de vaca.
Si durant l'antiguitat no es pot afirmar definitivament l'existència del pélardon sí que el trobem mencionat al segle xviii, concretament el 1756 al Dictionnaire languedocien-françois obra d'un altre naturalista, l'abat Boissier de Sauvages. El péraldou (o péraldon) s'hi descriu com un "petit formatge rodó i pla que es fa a les Cévennes i al qual se li dona un gust picant fregant amb pebre a la crosta i també es neteja amb viburn de fulles estretes. El 1785, amb la nova edició del diccionari en precisa l'etimologia i diu que prové del pebre que s'usa per donar el gust picant.
A finals del segle xix, l'escriptor provençal Frédéric Mistral va definir el pelardou al diccionari Lou Tresor dóu Felibrige.

## L'AOC Pélardon

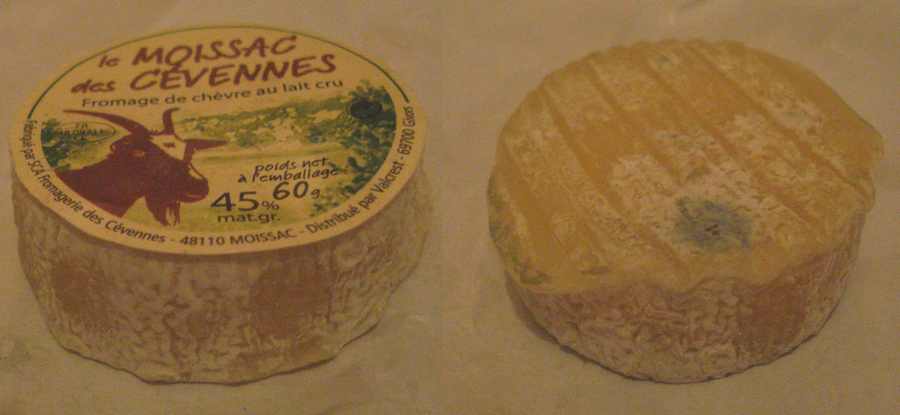
Pélardon de Moissac-Vallée-Française

Segons el decret de 25 d'agost de 2000, relatiu a l'obtenció de l'AOC, el pélardon es defineix com un formatge de posta tova i crosta natural a base de llet de cabra, crua i sencera, que es presenta amb una forma arrodonida i baixa. Després d'11 dies del premsat, les dimensions del formatge es comprenen entre els 6 i 10 cm de diàmetre i entre 22 i 27 mm d'alçada, per a un pes que sol superar el 60 grams. Després de l'assecament el pélardon té un 45% de matèria grassa i un 40% de matèria seca.
La crosta és fina, coberta tot o en part per un florit groc pàl·lid, blanc o blau. La pasta és de color blanc-ivori, és de textura homogènia i d'aspecte llis al tall i si l'afinament es prolonga pot esdevenir més dura.
Per tal de tenir una AOC des de la ramaderia de les cabres fins a la producció del formatge cal complir unes normes, la primera és estar inclòs en la zona geogràfica de l'AOC.

### Àrea geogràfica de l'AOC Pélardon
La zona de l'AOC Pélardon correspon a les Cévennes i a les Garrigues de la Losera, del Gard i de l'Erau, fins a la Muntanya Negra i les Corberes de l'Aude. En total són uns 500 municipis (dels quals una quarantena són parcials) i implica els departaments del Gard, l'Erau i més reduïda els de l'Aude i la Losera.
- Gard (229 municipis, dels quals 22 parcialment): Anduze, Barjac, Bessèges, Euzet, Génolhac, La Grand-Combe, Lasalle, Méjannes-le-Clap, Nimes, Quissac, Saint-Hippolyte-du-Fort, Saint-Jean-du-Gard, Sauve, Usès, Valleraugue, Vers-Pont-du-Gard, Le Vigan, Villeneuve-lès-Avignon, Vissec.

- Erau (163 municipis, dels quals 10 parcialment): Avène, Bédarieux, Clermont-l'Hérault, Fraisse-sur-Agout, Ganges, Lodève, Minerve, Murviel-lès-Montpellier, Neffiès, Olargues, Pégairolles-de-l'Escalette, Saint-Chinian, Saint-Guilhem-le-Désert, Saint-Martin-de-Londres, Saint-Mathieu-de-Tréviers, Saint-Pons-de-Thomières, Villeveyrac.

- Aude (62 municipis): Bize-Minervois, Bugarach, Caunes-Minervois, Cucugnan, Lairière, Mouthoumet, Soulatgé, Villerouge-Termenès.

- Losera (46 municipis, dels quals 9 parcialment): La Bastide-Puylaurent, Florac, Meyrueis, Moissac-Vallée-Française, Le Pont-de-Montvert, Quézac, Saint-Étienne-du-Valdonnez, Saint-Laurent-de-Trèves, Villefort.

- Tarn parcialment el municipi de Murat-sur-Vèbre.

### Condicions ramaderes

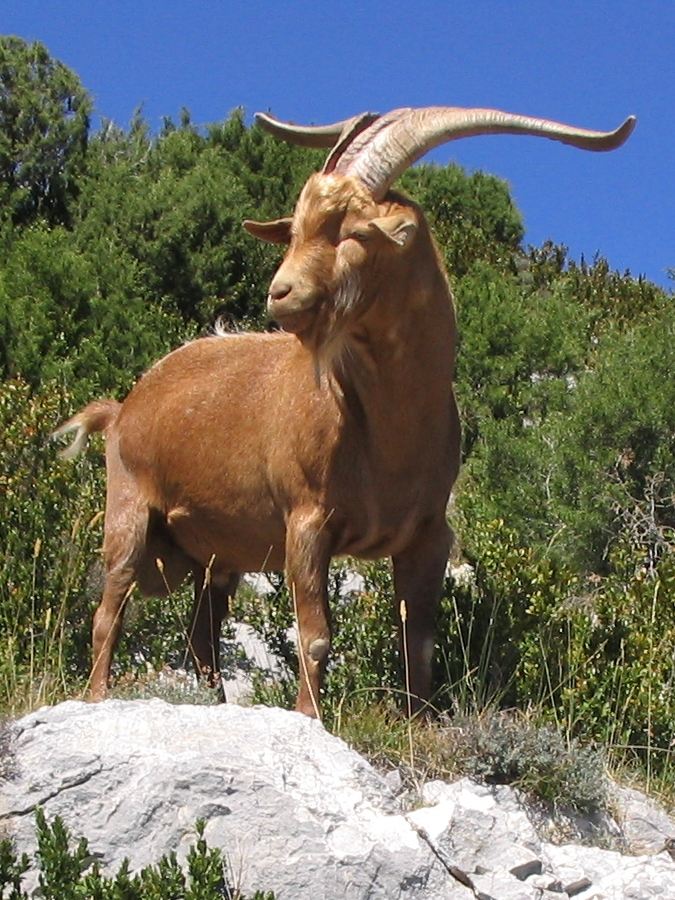
Una cabra bruna amb les banyes que imposen

L'AOC imposa que només les cabres de les races alpina, saanen i rove siguin aptes per a produir el pélardon, així com els creuaments entre les tres races.
El tancament a les granges està prohibit, cal respectar la tradició de pasturatge, així els ramats han de pasturar dins la zona geogràfica i trobar l'alimentació en el recorregut, en zones de garrigues, pastures i també en les zones de castanyers de les Cévennes.
Els ramaders han de respectar les normes de l'AOC. Segons l'altitud on sigui l'explotació calen uns dies mínims de pasturatge, així si s'està a menys de 800 m d'altitud, calen 210 dies; mentre que si s'està a una altitud superior només calen 180 dies.
Cal a més una superfície mínima de 0,2 hectàrees per cabra de pastures per complir les normes de l'AOC.

### Elaboració
La llet obtinguda es qualla durant 18 hores, cosa que permet baixar el ph de la massa fins a 4,5. El quall fresc s'emmotlla manualment en recipients petits i rodons. En els motllos s'hi passarà dos dies i el quall ja comença a esdevenir pélardon. Durant aquesta fase, el formatge es sala per una de les parts i després se li dona la volta per salar l'altre costat. Aquest darrer procés s'ha de fer amb sal o saló, mai salmorra.
Els formatges es disposen en cambres entre 18 i 22 °C durant de 18 a 24 hores, abans de col·locar-los en un lloc per tal que s'assequin entre 24 i 48 hores. En aquests llocs la temperatura és entre 12 i 18 °C i del 65 al 80% d'humitat.
A continuació es fa l'afinament, última etapa, que es desenvolupa a una temperatura de 8 a 16 °C i amb una humitat entre 85 i 95%. El mínim són 11 dies, durant els quals els formatges han de ser voltats cada dia, cosa que els donarà untuositat a la pasta. Si s'afina més temps, la pasta es fa més ferma, fins a esdevenir cruixent i la crosta s'enfosqueix.

## Producció
El 2004, la producció de pélardons es va elevar a 220 tones i en el 2005, a 217 tones.

## Degustació
El període òptim per a degustar aquest formatge s'estén des del maig al setembre, després d'un afinament de 3 setmanes, però també és excel·lent del mars al novembre. Es caracteritza per tenir una pasta compacta i un gust d'avellana que li donen molta personalitat. Es pot menjar sol o en amanides.
El pélardon pot ser natural o marinat amb cendra, amb oli d'oliva o amb herbes de Provença. Una recepta pot ser tallar-lo a rodanxes i escalfar-lo i menjar-lo en l'amanida i s'acompanya amb crostons de pa. A les Cévennes, el mató es serveix amb confitura de nabius o amb mel de bruc o castanyer com a postres.